# 略毛薯蓣
略毛薯蓣（学名：Dioscorea subcalva var. submollis）为薯蓣科薯蓣属下的一个变种。

## 扩展阅读
- 維基物種上的相關：略毛薯蓣